# Яновицкий, Григорий Александрович
Григорий Александрович Яновицкий (1897, Витебск — 1964, СССР) — известный советский архитектор и педагог, работавший в Харькове.

## Биография
Григорий Александрович Яновицкий окончил архитектурный факультет Харьковского художественного института в 1926 году. Работал в ряде проектных организаций Харькова, главным архитектором архитектурно-планировочного управления Харькова, позже — Харьковского отделения «Горстройпроекта», преподавал в художественном, инженерно-строительном институтах, доцент.
Среди работ — проекты жилых домов, застройки районов и поселков Харькова, городов Донбасса; публикации по вопросам архитектуры, живописи, рисунка, скульптуры.
Его проект отеля «Интернационал» (гостиницы «Харьков») был отмечен золотой медалью на Всемирной выставке в Париже в 1937 г.